# Frans van Loon

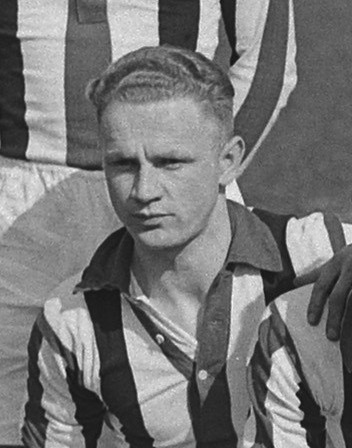

Frans van Loon (1921 - 1989) was een Nederlands profvoetballer. De verdediger speelde 378 wedstrijden voor Willem II (1941-1957), waarin hij negentig doelpunten maakte. Van Loon was jarenlang aanvoerder  en werd met de Tilburgse club zowel in 1951/52 als 1954/55 landskampioen.